# Urvillers
Urvillers est une commune française située dans le département de l'Aisne, en région Hauts-de-France.

## Géographie

### Communes limitrophes
| Grugies          | Gauchy    | Neuville-Saint-Amand |
| Essigny-le-Grand | Urvillers | Itancourt            |
| Benay            | Cerizy    | Alaincourt           |

La commune est située dans la plaine ondulée du Vermandois.

### Hydrographie
La commune est traversée par la ligne de partage des eaux entre les bassins hydrographiques Artois-Picardie et Seine-Normandie. Elle n'est drainée par aucun cours d'eau.

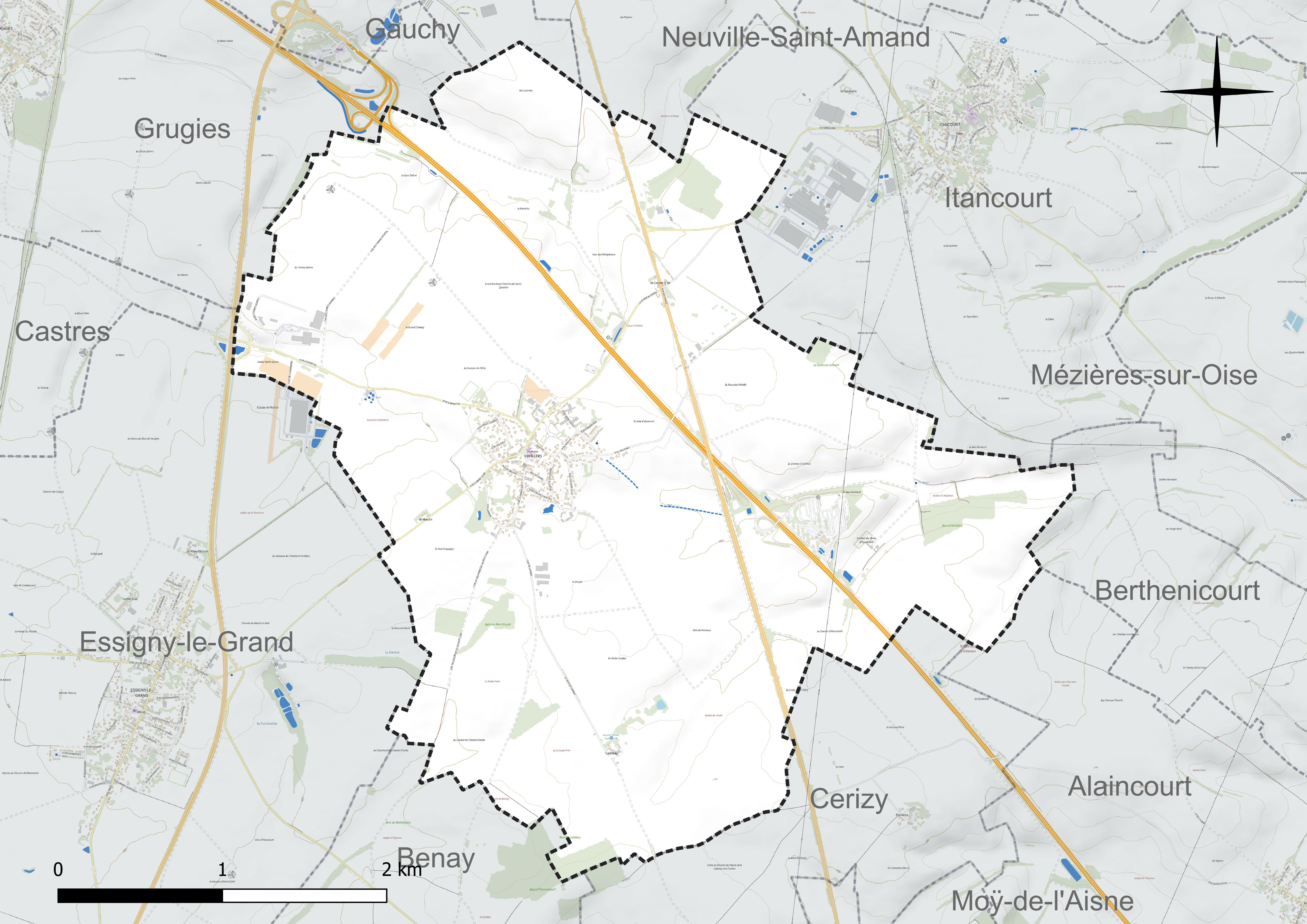
Réseau hydrographique d'Urvillers.

### Climat
Pour des articles plus généraux, voir Climat des Hauts-de-France et Climat de l'Aisne.
En 2010, le climat de la commune est de type climat océanique dégradé des plaines du Centre et du Nord, selon une étude du CNRS s'appuyant sur une série de données couvrant la période 1971-2000. En 2020, Météo-France publie une typologie des climats de la France métropolitaine dans laquelle la commune est dans une zone de transition entre le climat océanique et le climat océanique altéré et est dans la région climatique Nord-est du bassin Parisien, caractérisée par un ensoleillement médiocre, une pluviométrie moyenne régulièrement répartie au cours de l'année et un hiver froid (3 °C).
Pour la période 1971-2000, la température annuelle moyenne est de 10,2 °C, avec une amplitude thermique annuelle de 14,6 °C. Le cumul annuel moyen de précipitations est de 725 mm, avec 12 jours de précipitations en janvier et 8,8 jours en juillet. Pour la période 1991-2020, la température moyenne annuelle observée sur la station météorologique la plus proche, située sur la commune de Fontaine-lès-Clercs à 6 km à vol d'oiseau, est de 10,8 °C et le cumul annuel moyen de précipitations est de 683,4 mm,. Pour l'avenir, les paramètres climatiques de la commune estimés pour 2050 selon différents scénarios d'émission de gaz à effet de serre sont consultables sur un site dédié publié par Météo-France en novembre 2022.

## Urbanisme

### Typologie
Au 1er janvier 2024, Urvillers est catégorisée commune rurale à habitat dispersé, selon la nouvelle grille communale de densité à 7 niveaux définie par l'Insee en 2022.
Elle est située hors unité urbaine. Par ailleurs la commune fait partie de l'aire d'attraction de Saint-Quentin, dont elle est une commune de la couronne,. Cette aire, qui regroupe 120 communes, est catégorisée dans les aires de 50 000 à moins de 200 000 habitants,.

### Occupation des sols
L'occupation des sols de la commune, telle qu'elle ressort de la base de données européenne d'occupation biophysique des sols Corine Land Cover (CLC), est marquée par l'importance des territoires agricoles (92,2 % en 2018), en diminution par rapport à 1990 (94,2 %). La répartition détaillée en 2018 est la suivante : 
terres arables (87,8 %), zones industrielles ou commerciales et réseaux de communication (4,9 %), prairies (3,4 %), zones urbanisées (2,4 %), zones agricoles hétérogènes (1 %), forêts (0,5 %).
L'évolution de l'occupation des sols de la commune et de ses infrastructures peut être observée sur les différentes représentations cartographiques du territoire : la carte de Cassini (XVIIIe siècle), la carte d'état-major (1820-1866) et les cartes ou photos aériennes de l'IGN pour la période actuelle (1950 à aujourd'hui).

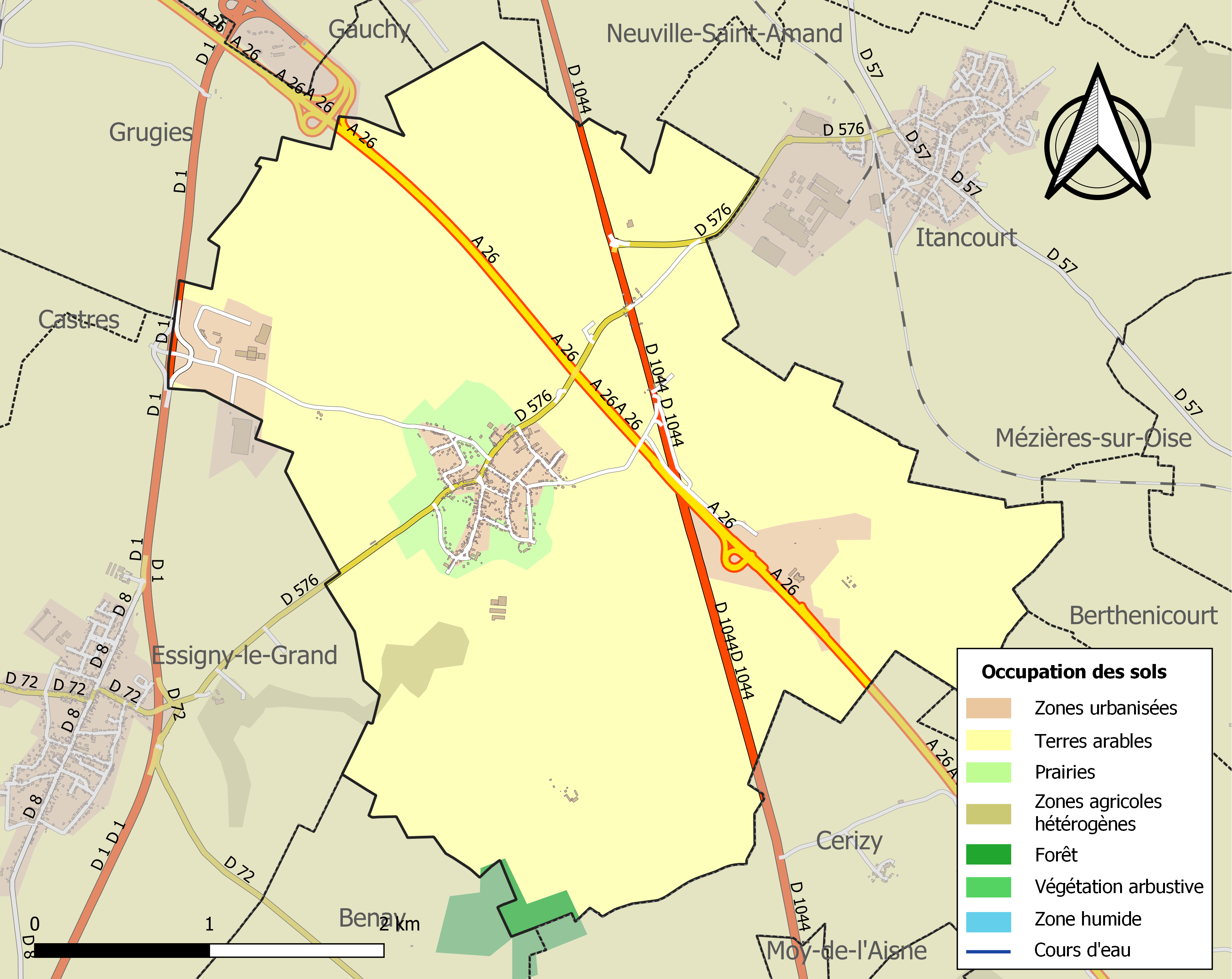
Carte de l'occupation des sols de la commune en 2018 (CLC).

## Toponymie
Le nom de la localité est attesté sous les formes Urbvillaris (1094) ; Urvilerie (1124) ; Altare de Urvillari (1125) ; villa que dicitur Ursvillare (1140) ; Urvileir (1147) ; Urviler (1170) ; Parrochiatus de Chirisiaco et de Ursvilari (1252) ; Tombella de Urvileir (1256) ; Urviller (1262) ; Eurvilier (1316) ; Ervillers (1454) ; Urvilers (1647) ; Urvillés (1696) ; Ervillé (1709) ; Urvilliés.
Signification du toponyme : le domaine ou « le village d'Uro », nom de personne germanique.

Villers est un appellatif toponymique français et un patronyme qui procède généralement du gallo-roman villare, dérivé lui-même du gallo-roman villa « grand domaine rural », issu du latin villa rustica.

## Histoire

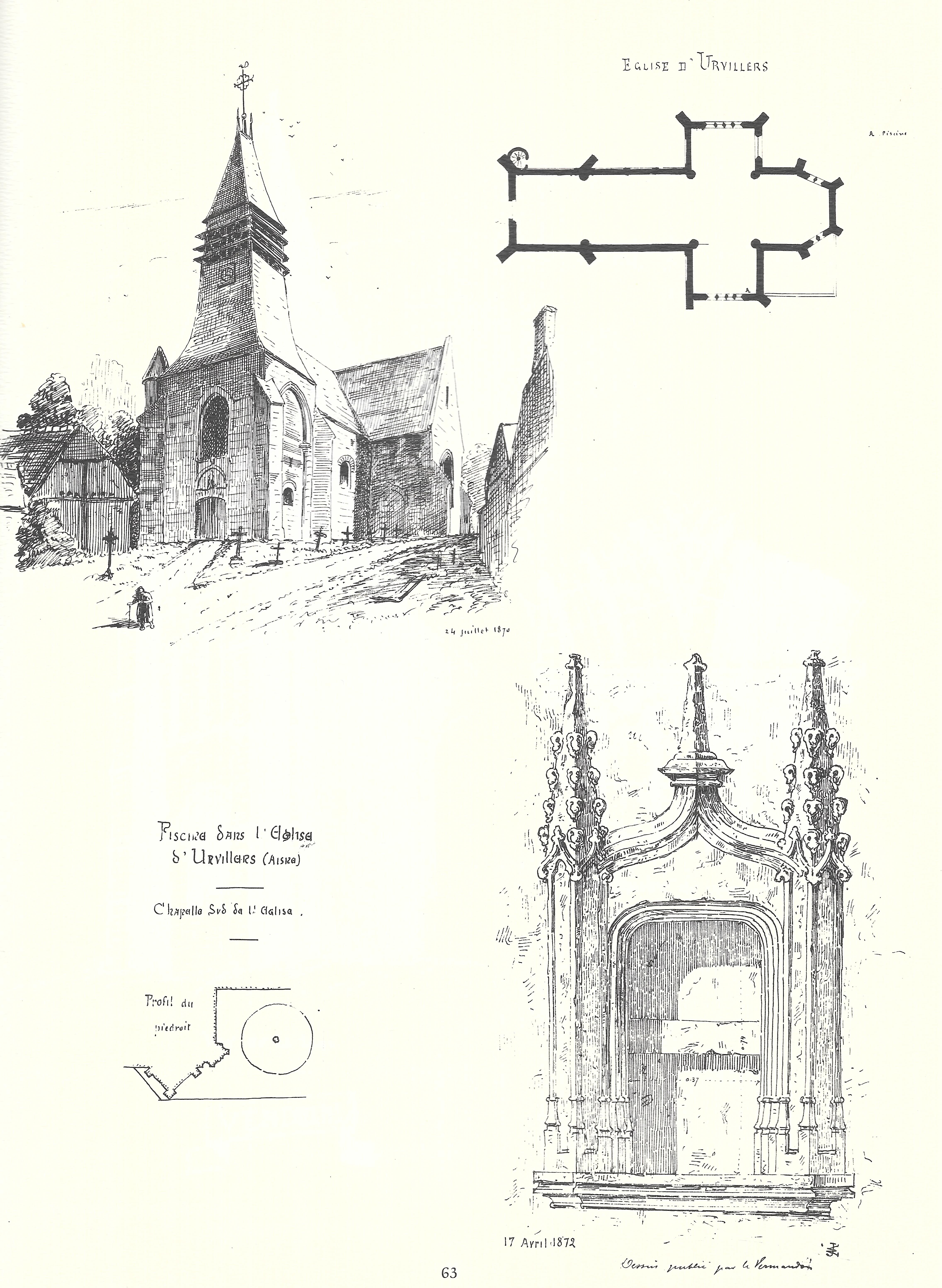
L'église en 1870.
Dessin de Joachim Malézieux
(1851-1906).

La commune était une seigneurie, relevant du comté de La Fère.

## Politique et administration

### Découpage territorial
La commune d'Urvillers est membre de la communauté de communes du Val de l'Oise, un établissement public de coopération intercommunale (EPCI) à fiscalité propre créé le 1er janvier 2014 dont le siège est à Mézières-sur-Oise. Ce dernier est par ailleurs membre d'autres groupements intercommunaux.
Sur le plan administratif, elle est rattachée à l'arrondissement de Saint-Quentin, au département de l'Aisne et à la région Hauts-de-France. Sur le plan électoral, elle dépend du  canton de Ribemont pour l'élection des conseillers départementaux, depuis le redécoupage cantonal de 2014 entré en vigueur en 2015, et de la deuxième circonscription de l'Aisne  pour les élections législatives, depuis le dernier découpage électoral de 2010.

### Administration municipale
| Période                                  | Période                       | Identité       | Étiquette | Qualité                                    |
| ---------------------------------------- | ----------------------------- | -------------- | --------- | ------------------------------------------ |
| Les données manquantes sont à compléter. |                               |                |           |                                            |
| mars 2001                                | mars 2008                     | Yves Griffon   |           |                                            |
| mars 2008                                | 2014                          | Luc Potterie   |           |                                            |
| mars 2014                                | novembre 2014                 | Alain Marchand |           |                                            |
| novembre 2014                            | En cours (au 13 juillet 2020) | Bruno Décarsin | SE        | Agriculteur Réélu pour le mandat 2020-2026 |

## Démographie
L'évolution du nombre d'habitants est connue à travers les recensements de la population effectués dans la commune depuis 1793. Pour les communes de moins de 10 000 habitants, une enquête de recensement portant sur toute la population est réalisée tous les cinq ans, les populations de référence des années intermédiaires étant quant à elles estimées par interpolation ou extrapolation. Pour la commune, le premier recensement exhaustif entrant dans le cadre du nouveau dispositif a été réalisé en 2007.

En 2022, la commune comptait 688 habitants, en évolution de +6,17 % par rapport à 2016 (Aisne : −1,97 %, France hors Mayotte : +2,11 %).
| 1793 | 1800 | 1806 | 1821 | 1831 | 1836 | 1841 | 1846 | 1851 |
| ---- | ---- | ---- | ---- | ---- | ---- | ---- | ---- | ---- |
| 740  | 752  | 805  | 778  | 817  | 903  | 912  | 879  | 873  |

| 1856 | 1861 | 1866 | 1872 | 1876 | 1881 | 1886 | 1891 | 1896 |
| ---- | ---- | ---- | ---- | ---- | ---- | ---- | ---- | ---- |
| 846  | 845  | 854  | 856  | 814  | 790  | 713  | 693  | 644  |

| 1901 | 1906 | 1911 | 1921 | 1926 | 1931 | 1936 | 1946 | 1954 |
| ---- | ---- | ---- | ---- | ---- | ---- | ---- | ---- | ---- |
| 682  | 667  | 596  | 319  | 407  | 438  | 459  | 407  | 484  |

| 1962 | 1968 | 1975 | 1982 | 1990 | 1999 | 2006 | 2007 | 2012 |
| ---- | ---- | ---- | ---- | ---- | ---- | ---- | ---- | ---- |
| 528  | 539  | 545  | 650  | 623  | 594  | 596  | 597  | 616  |

| 2017 | 2022 | - | - | - | - | - | - | - |
| ---- | ---- | - | - | - | - | - | - | - |
| 659  | 688  | - | - | - | - | - | - | - |

## Lieux et monuments
- Église Saint-Rémi.
- Monument aux morts.
- Monument du 20 mai 1944.
- Croix Saint-Rémi.
- Source Sainte-Cunégonde.
- Substructions de thermes gallo-romains (lieu-dit Réaulieu).

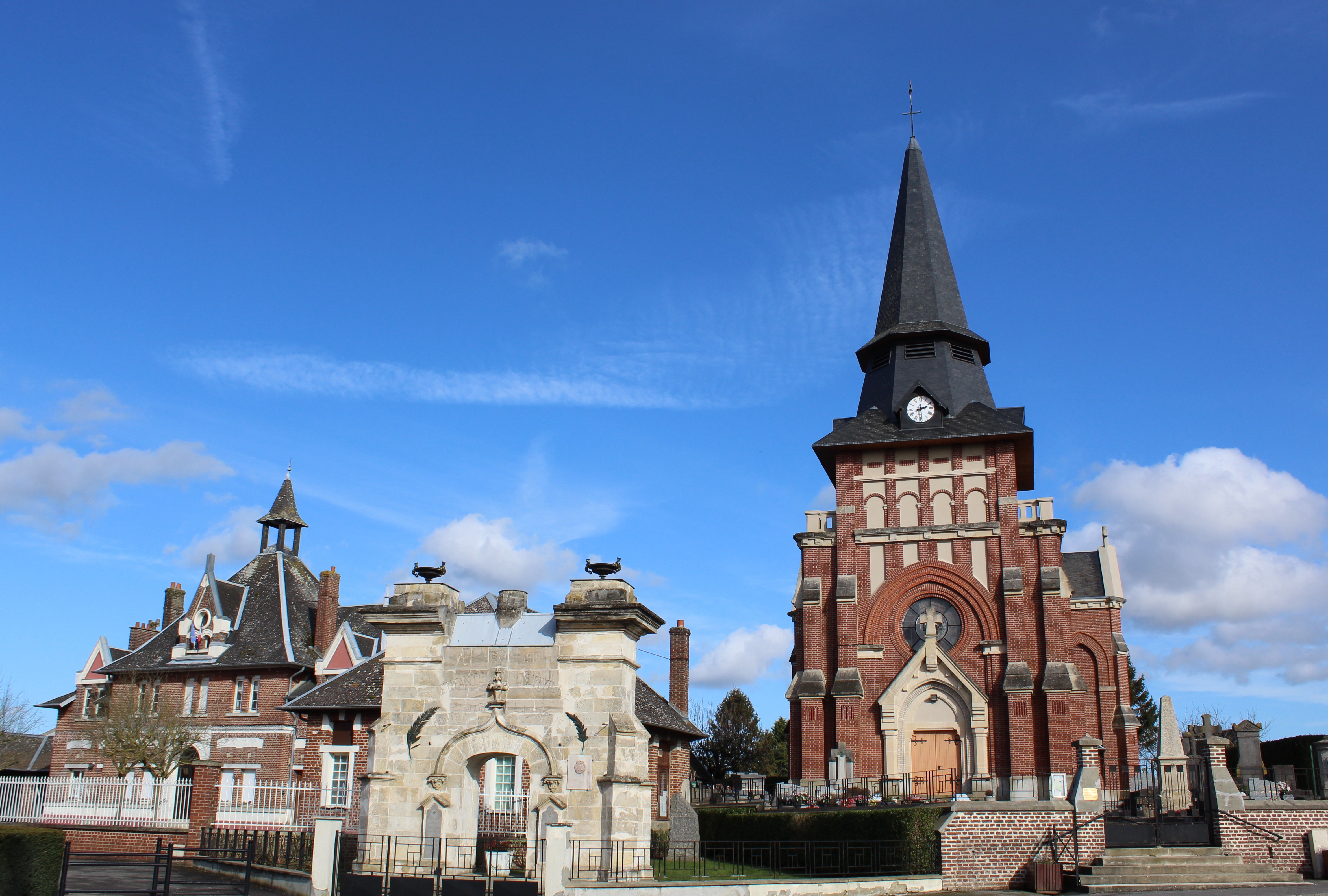
La place avec la mairie, l'imposant monument aux morts et l'église.
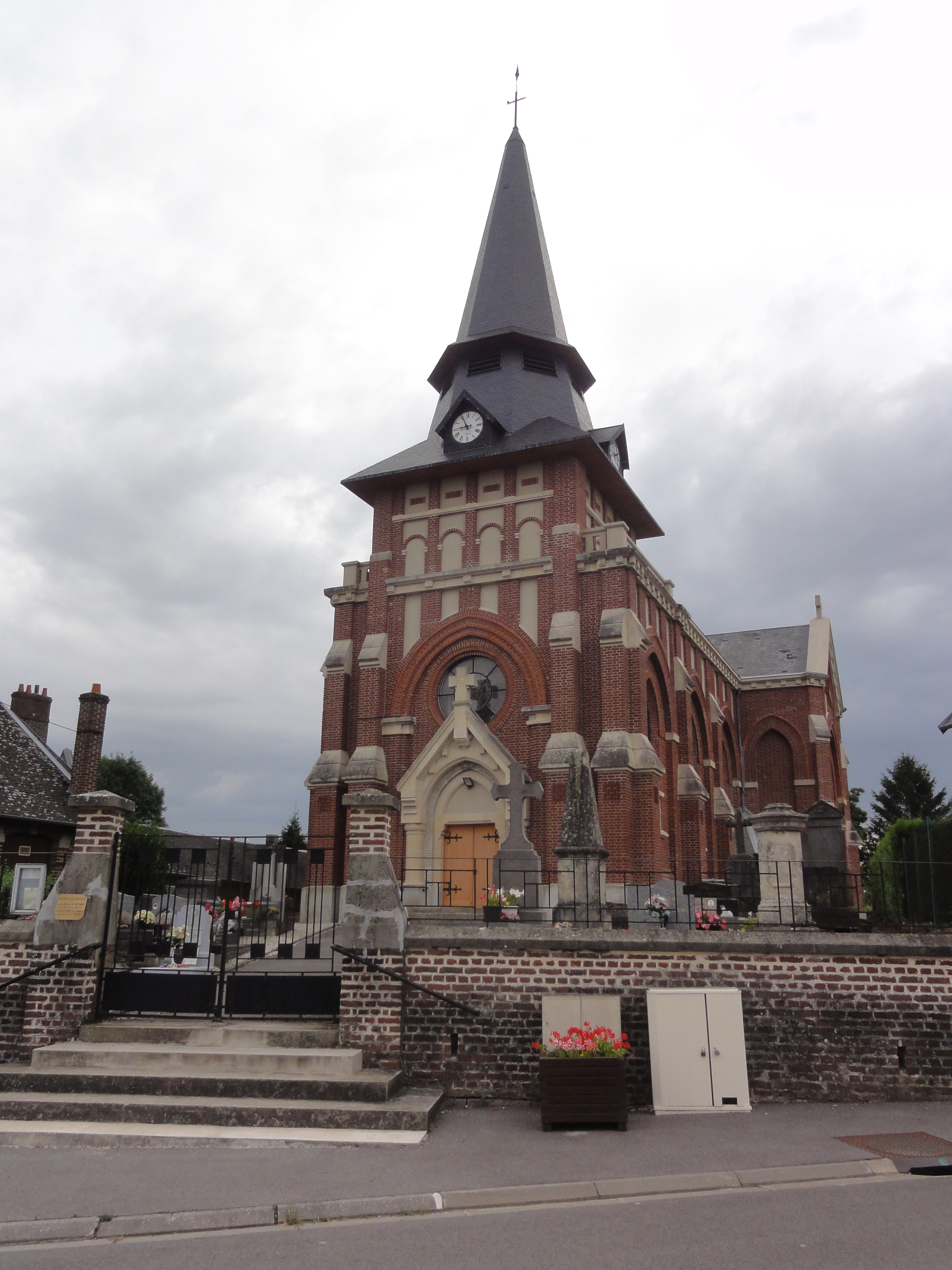
Église Saint-Rémi.
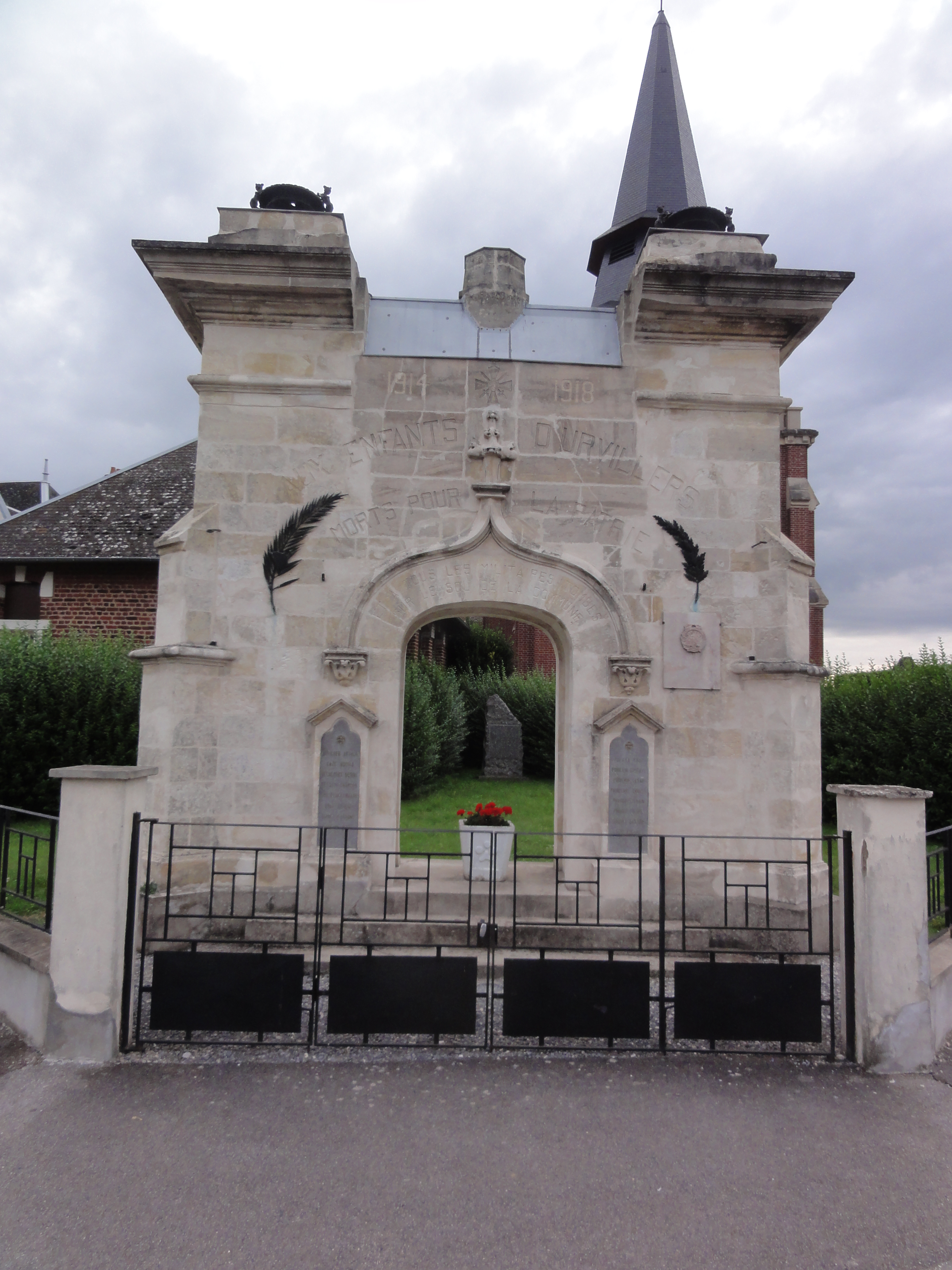
Monument aux morts.
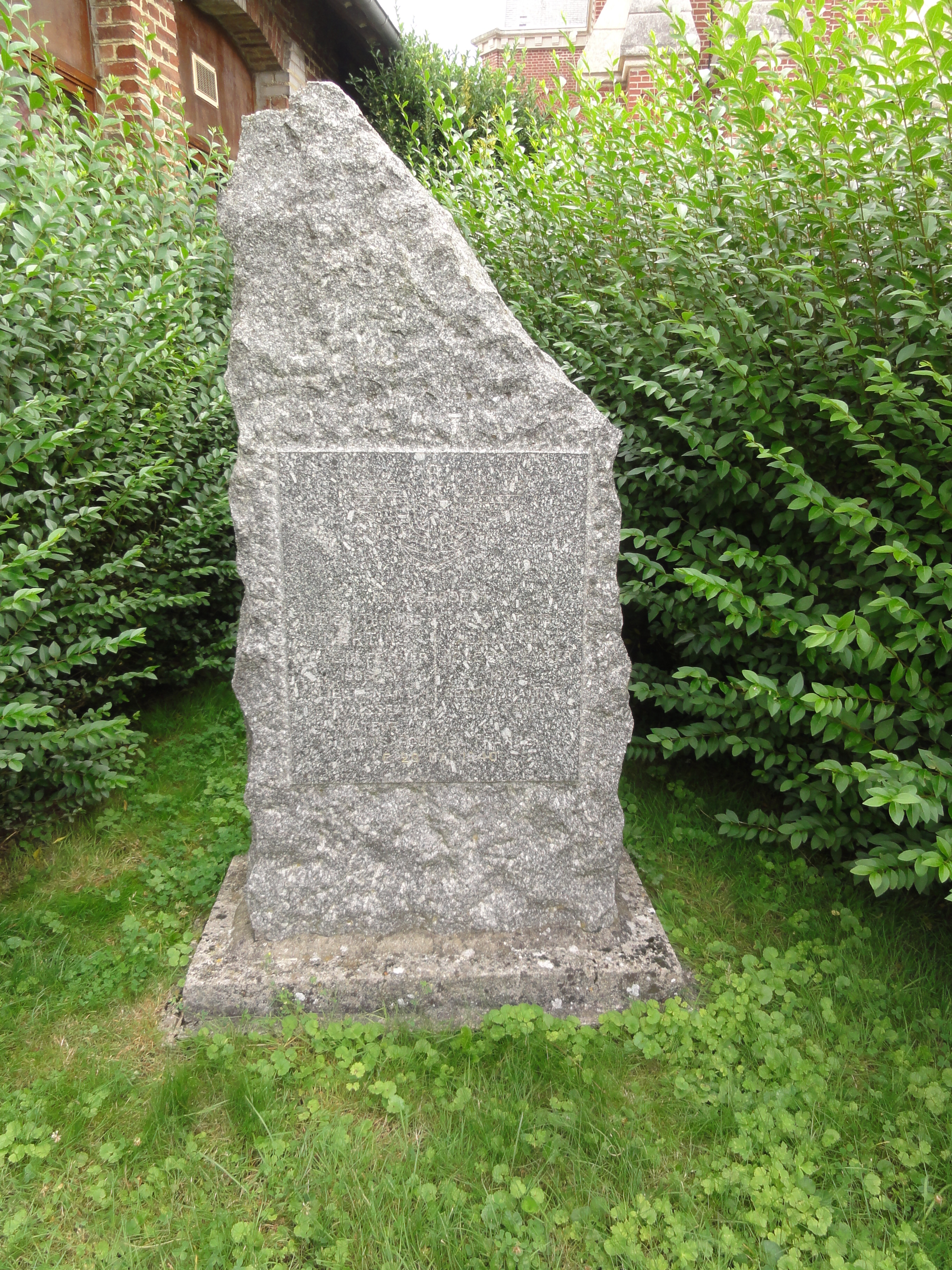
Monument du 20 mai 1944.

### Héraldique
| Blason de Urvillers | Blason  | Parti : au 1er de gueules à l'agneau contourné d'or et onglé de sable, au 2e d'or au moulin à vent de gueules ; le tout sommé d'un chef ondé d'azur chargé d'une roue dentée d'argent et brochant sur une enclume du même, accostée de deux épis de blé tigés et feuillés d'or et au comble cousu de sable. Ornements extérieursCroix de guerre 1914-1918 Devise / CriProgrès et tradition |
| Blason de Urvillers | Détails | Le mouton rappelle la tradition d'un élevage d'ovins qui subsiste de longue date. Le moulin évoque le moulin à vent implanté jadis au lieu-dit « le Moulin ». L'enclume et la roue dentée font allusion à l'ancienne tradition des maréchaux et des métiers connexes ainsi qu'aux évolutions techniques de ces activités locales au bénéfice de l'agriculture et de l'industrie. Les épis de blé symbolisent cette tradition agricole. Quant au sable qui surmonte le chef, il veut suggérer le réseau routier comprenant la route départementale 1044 et l'autoroute des Anglais avec son aire d'Urvillers. Création de Daniel Degrémont et Daniel Buy adoptée par la municipalité le 12 février 2013. |